# ستانيسلاف إيفانوف
ستانيسلاف إيفانوف (بالرومانية: Stanislav Ivanov)‏ (7 أكتوبر 1980 بكيشيناو في مولدوفا - ) هو لاعب كرة قدم مولدوفي في مركز الوسط. شارك مع منتخب مولدوفا لكرة القدم. أما مع النوادي، فقد لعب مع لوكوموتيف موسكو ونادي تيراسبول ونادي روستوف ونادي شريف تيراسبول ونادي كريليا سوفيتوف سامارا وأف سي موسكو.

## وصلات خارجية
- ستانيسلاف إيفانوف على موقع الاتحاد الدولي (مؤرشف)  (الإنجليزية)
- ستانيسلاف إيفانوف على موقع قاعدة بيانات كرة القدم.إي يو (الإنجليزية)
- ستانيسلاف إيفانوف على موقع ناشيونال فوتبول تيمز (الإنجليزية)